# Canton de Montluçon-Ouest
Le canton de Montluçon-Ouest est une ancienne division administrative française située dans le département de l'Allier et la région Auvergne.
Le nom officiel du canton est Montluçon-Ouest (2e Canton), souvent abrégé, soit en canton de Montluçon-Ouest, soit en canton de Montluçon-2 (ne pas confondre avec le canton actuel).

## Histoire
Ancien canton de Montluçon (1833 à 1858) : voir canton de Montluçon-Est.

## Représentation

### Conseillers généraux de 1858 à 2015
| Période         | Période                | Identité                                         | Étiquette           | Qualité |
| --------------- | ---------------------- | ------------------------------------------------ | ------------------- | --- |
| 1858            | 1864                   | Achille Fournier                                 |                     | Président du Tribunal de Montluçon |
| 1864            | 1871                   | Alexandre Duchet                                 | Bonapartiste        | Maître de verrerie Maire de Montluçon (1860-1868) |
| 1871            | 1872 (démission)       | Philippe Fargin Fayolle dit Sommérat (1814-1879) | Républicain         | Maire de La Chapelaude (1870-1874) |
| 1872            | 1880                   | Antoine Déboutin                                 | Républicain         | Négociant Adjoint au maire de Montluçon |
| 1880            | 1886                   | Gabriel Toupriant                                | Républicain         | Viticulteur Maire de Domérat |
| 1886            | 1892                   | Michel Boissier                                  | Républicain Radical | Notaire - Maire de Néris-les-Bains, conseiller d'arrondissement Sénateur (1903-1912) |
| 1892            | 1898 (décès)           | Jean Dormoy                                      | POF                 | Commerçant - Maire de Montluçon (1892-1898), conseiller d'arrondissement |
| 29 janvier 1899 | 1922                   | Paul Constans                                    | POF puis SFIO       | Employé de commerce puis négociant Député (1902-1910, 1914-1919 et 1924-1931) Président du Conseil général (1929-1931) Maire de Montluçon (1889-1902 et 1908-1925)                       |
| 1922            | 1928                   | André Débizet (1876-1951)                        | PC-SFIC             | Ouvrier d'usine Conseiller municipal de Montluçon |
| 1928            | 4 octobre 1931 (décès) | Paul Constans                                    | SFIO                | Employé de commerce puis négociant Député (1902-1910, 1914-1919 et 1924-1931) Président du Conseil général (24 octobre 1929- 4 octobre 1931) Maire de Montluçon (1889-1902 et 1908-1925) |
| 1931            | 1940                   | Pierre Diot                                      | SFIO                | Architecte à Montluçon |
|                 |                        |                                                  |                     | |
| 1945            | 1949                   | Marcel Hay (1910-1970)                           | SFIO                | Médecin Directeur des services d'hygiène de Montluçon |
| 1949            | 1955                   | Pierre Bourgeois                                 | SFIO                | Médecin à Montluçon Député (1958-1962) |
| 1955            | 1973                   | Henri Guichon                                    | PCF                 | Ouvrier agricole, ouvrier métallurgiste, ouvrier du bâtiment puis permanent politique Adjoint au maire de Domérat Elu en 1982 dans le Canton de Domérat-Montluçon-Nord-Ouest             |
| 1973            | 1979                   | Pierre Goldberg                                  | PCF                 | Contrôleur de chantier P.T.T. Député (1978-1981, 1988-1993, 1997-2007) Maire de Montluçon (1977-1998) Elu en 1982 dans le Canton de Montluçon-Nord-Est                                   |
| 1979            | 1985                   | Nicole Picandet                                  | PCF                 | Adjointe au maire de Montluçon Elue en 1988 dans le Canton de Montluçon-Nord-Est |
| 1985            | 1998                   | Henri Michard                                    | RPR                 | Employé Dunlop Maire de Saint-Victor (1983-2000) |
| 1998            | 2004                   | Jean-Claude Micouraud                            | PCF                 | Technicien supérieur Maire de Montluçon (1998-2001) |
| 2004            | 2015                   | Bernard Pozzoli                                  | PS                  | Cadre d'entreprise Maire de Prémilhat Premier vice-président du Conseil général |

### Conseillers d'arrondissement (de 1858 à 1940)
| Période                                  | Période | Identité                  | Étiquette           | Qualité |
| ---------------------------------------- | ------- | ------------------------- | ------------------- | --- |
| 1877                                     | 1883    | Étienne Boissier          |                     | |
| 1883                                     | 1886    | Michel Boissier           | Républicain Radical | Notaire - Maire de Néris-les-Bains                                                                          |
|                                          |         |                           |                     | |
| 1889                                     | 1892    | Jean Dormoy               | POF                 | Commerçant à Montluçon                                                                                      |
| 1892                                     | 1901    | Jean Déchaud              | Républicain radical | Propriétaire viticulteur, maire de Domérat                                                                  |
| 1901                                     | 1907    | Frédéric Albert           | Républicain Radical | Docteur en médecine à Montluçon                                                                             |
| 1907                                     | 1919    | Émile Dousset             | SFIO                | Ouvrier métallurgiste puis vigneron, conseiller municipal de Domérat                                        |
| 1919                                     | 1925    | Marx Dormoy               | SFIO                | Employé puis représentant de commerce à Montluçon                                                           |
| 1925                                     | 1940    | Jacques Fonty (1876-1969) | SFIO                | Cheminot puis métallurgiste, conseiller municipal de Montluçon                                              |
| 1940                                     |         |                           |                     | Les conseils d'arrondissement ont été suspendus par la loi du 12 octobre 1940 et n'ont jamais été réactivés |
| Les données manquantes sont à compléter. |         |                           |                     | |

Sources : Archives départementales de l'Allier, rubrique "Presse" - https://archives.allier.fr/archives-en-ligne/presse?arko_default_63e27309704a6--ficheFocus=

## Composition
Le canton de Montluçon-Ouest (2e Canton) se composait de 1973 à 2015 d’une fraction de la commune de Montluçon et de trois autres communes. Il comptait 13 736 habitants (population municipale) au 1er janvier 2012.
| Nom                   | Code Insee | Intercommunalité        | Population (dernière pop. légale)              |
| --------------------- | ---------- | ----------------------- | ---------------------------------------------- |
| Montluçon (chef-lieu) | 03185      | CA Montluçon Communauté | Fraction : 9 751(2012) Commune : 37 289 (2014) |
| Lamaids               | 03136      | CA Montluçon Communauté | 202 (2014)                                     |
| Prémilhat             | 03211      | CA Montluçon Communauté | 2 434 (2014)                                   |
| Quinssaines           | 03212      | CA Montluçon Communauté | 1 453 (2014)                                   |

## Démographie
| 1962 | 1968 | 1975 | 1982 | 1990   | 1999   | 2006   | 2011   | 2012   |
| ---- | ---- | ---- | ---- | ------ | ------ | ------ | ------ | ------ |
| -    | -    | -    | -    | 14 447 | 13 712 | 13 783 | 14 023 | 13 736 |